# Rebético
Rebético (em grego ρεμπέτικο, plural ρεμπέτικα) é um tipo de música popular urbana da Grécia. Considerada uma música de raiz, o gênero reflete influências da música europeia e da música do Médio Oriente. O rebético é por vezes denominado blues grego, visto que, como o blues, surgiu numa típica subcultura urbana, refletindo conceito de pobreza, alcoolismo, drogas, prostituição e violência.
O rebético foi classificado pela UNESCO na Lista Representativa do Património Cultural Imaterial da Humanidade em 2017.
O rebético é uma expressão cultural e musical cantada e dançada, cuja prática se estendeu no início do século XX entre as classes trabalhadoras e modestas das cidades. Hoje em dia, as músicas reencenadas fazem parte do repertório tradicional de quase todos os eventos sociais acompanhados de música e danças. Os performers deste gênero musical tocam e cantam perante o público, convidando todos os participantes sem exceção a participar. Qualquer pessoa grega ou pessoa que fala grego pode fazer parte dos praticantes e guardiões desse elemento do patrimônio cultural intangível. As canções do rebético contêm valiosas referências aos costumes e práticas de um tipo especial de vida, mas acima de tudo o rebético é um gênero musical tradicional ao vivo, com forte conteúdo artístico, simbólico e ideológico. Nas suas origens, esse elemento cultural era transmitido apenas oralmente, quando as suas canções eram tocadas ao vivo, ou através do ensino prático dado por músicos veteranos e cantores aos mais novos. Embora este modo de aprendizagem informal seja ainda importante, os meios de transmissão do rebético expandiram-se graças ao cinema, aos media e à generalização das gravações sonoras. Na última década, o rebético é ensinado cada vez mais em conservatórios e universidades, e daí a sua divulgação ser maior. Músicos e cantores, juntamente com fãs deste género musical, desempenham um papel essencial na viabilidade e durabilidade desta prática cultural.

## Representantes
- Rita Abatzi
- Yiorgos Batis
- Soteria Belou
- Loukas Daralas
- Roza Eskenazi
- Michalis Genitsaris
- Antonios Katinaris
- Maria Katinari
- Marika Ninou
- Marika Papagika
- Ioannis Papaioannou
- Stelios Perpiniadis
- Kostas Roukounas
- Kostas Skarvelis
- Yovan Tsaous
- Vassilis Tsitsanis
- Markos Vamvakaris